# RSR Walfer
RSR Walfer är en volleybollklubb från Walferdange, Luxemburg. Klubben grundades 1966 genom en sammanslagning av klubbarna Rollingergrund, VC Smash 03 och Résidence Walferdange. 
Klubbens damlag har blivit luxemburgska mästare sex gånger och vunnit luxemburgska cupen fem gånger. Klubben har omkring 150 aktiva medlemmar.